# Mickaël Buzaré
Mickaël Buzaré (Lesneven, 30 juni 1976) is een Frans voormalig voetballer (verdediger). 

## Carrière
- 1995-1996: Brest
- 1996-1997: Rennes
- 1997-1998: Rennes B
- 1998-2010 : Laval